# Mont Chauffé
Le mont Chauffé est un sommet du massif du Chablais situé dans le val d'Abondance en Haute-Savoie, à cheval sur les communes de La Chapelle-d'Abondance, Abondance et Vacheresse. Son sommet est marqué par deux cairns.

## Toponymie
Bien que son nom semble indiquer qu'il soit bien exposé au soleil, le nom Chauffé proviendrait plutôt du patois chaussiaz qui indique un pâturage à bétail, la permutation du s en f résultant d'une graphie très proche dans les vieux textes. Il pourrait aussi faire référence à sa constitution calcaire. En effet le nom pourrait aussi dériver du mot chauffex, issu du mot latin calcium, qui signifie « roche à chaux ».

## Géographie

### Situation
Le point culminant du mont Chauffé se situe à la jonction des communes de Vacheresse (nord), de La Chapelle-d'Abondance (est) et d'Abondance (sud) sur lequel se situe la majeure partie du relief. Il est délimité à l'est par le vallon du ruisseau de Séchet qui s'écoule vers La Chapelle-d'Abondance et à l'ouest par le col de la Plagne (1 546 m) qui sert de communication entre Ubine et la pointe d'Autigny, et Abondance via le hameau Le Mont.

### Topographie
Le mont Chauffé constitue un relief fortement dissymétrique et dont le sommet décrit une crête rectiligne orientée nord-est – sud-ouest. Le versant sud-est comporte une succession de plateaux herbeux fortement inclinés vers le sud-ouest et séparés par des falaises relativement importantes (Saix de Miolène). Le versant nord se présente sous la forme d'une falaise abrupte tombant de 500 mètres sur l'alpage d'Ubine. Vers l'ouest, la crête sommitale en pente régulière vers l'ouest est interrompue par le col de la Plagne, au-delà duquel elle se poursuit par le Jorat (aussi dénommé le Clocher) qui en constitue son prolongement occidental jusqu'à la Dranse d'Abondance. Vers l'est, le mont Chauffé se sépare en deux crêtes, la crête sommitale au nord et une crête subordonnée au sud (Petit Chauffé), qui encadrent le couloir de Chevenne.

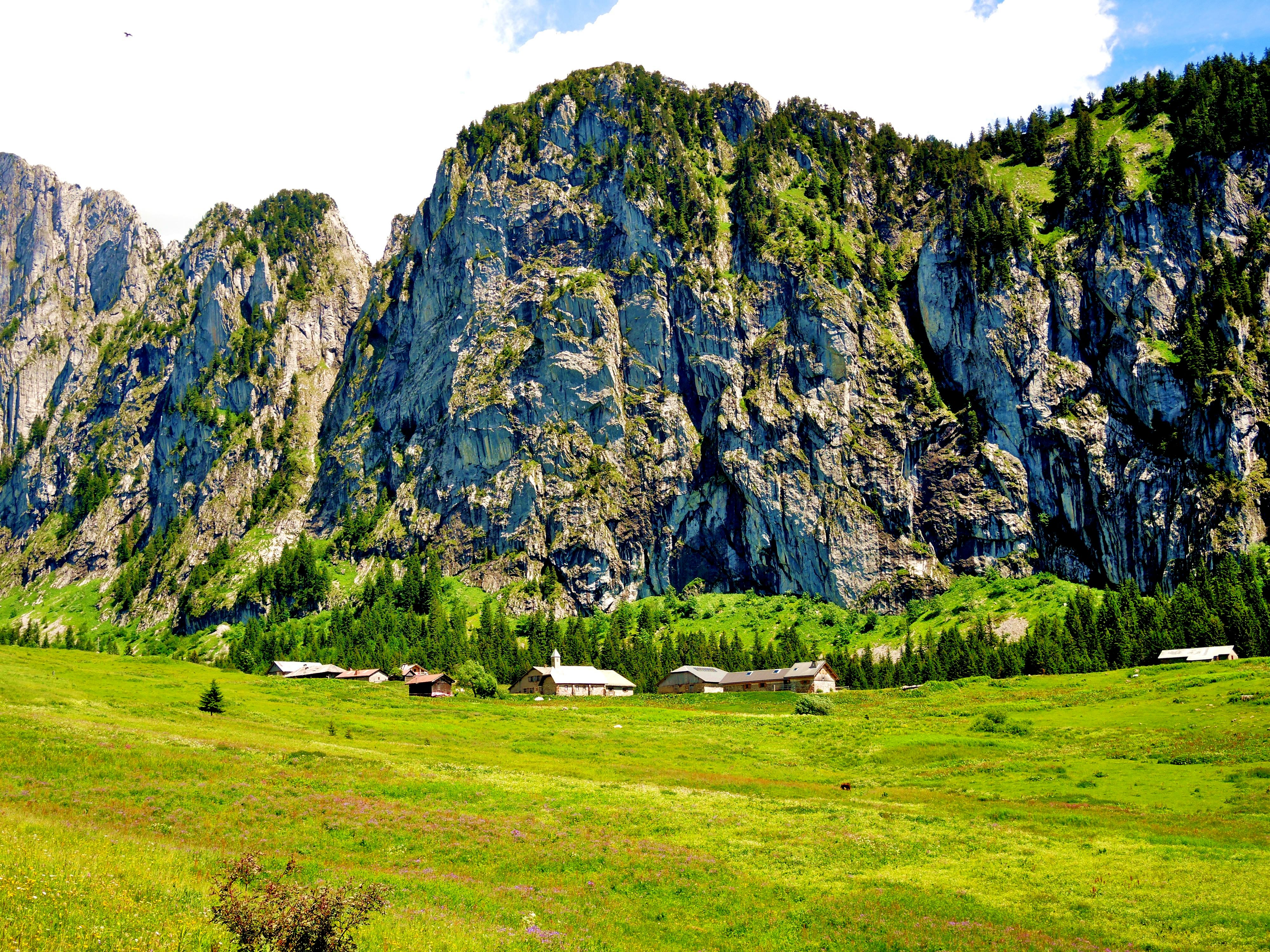
Versant nord du mont Chauffé dominé par les falaises.
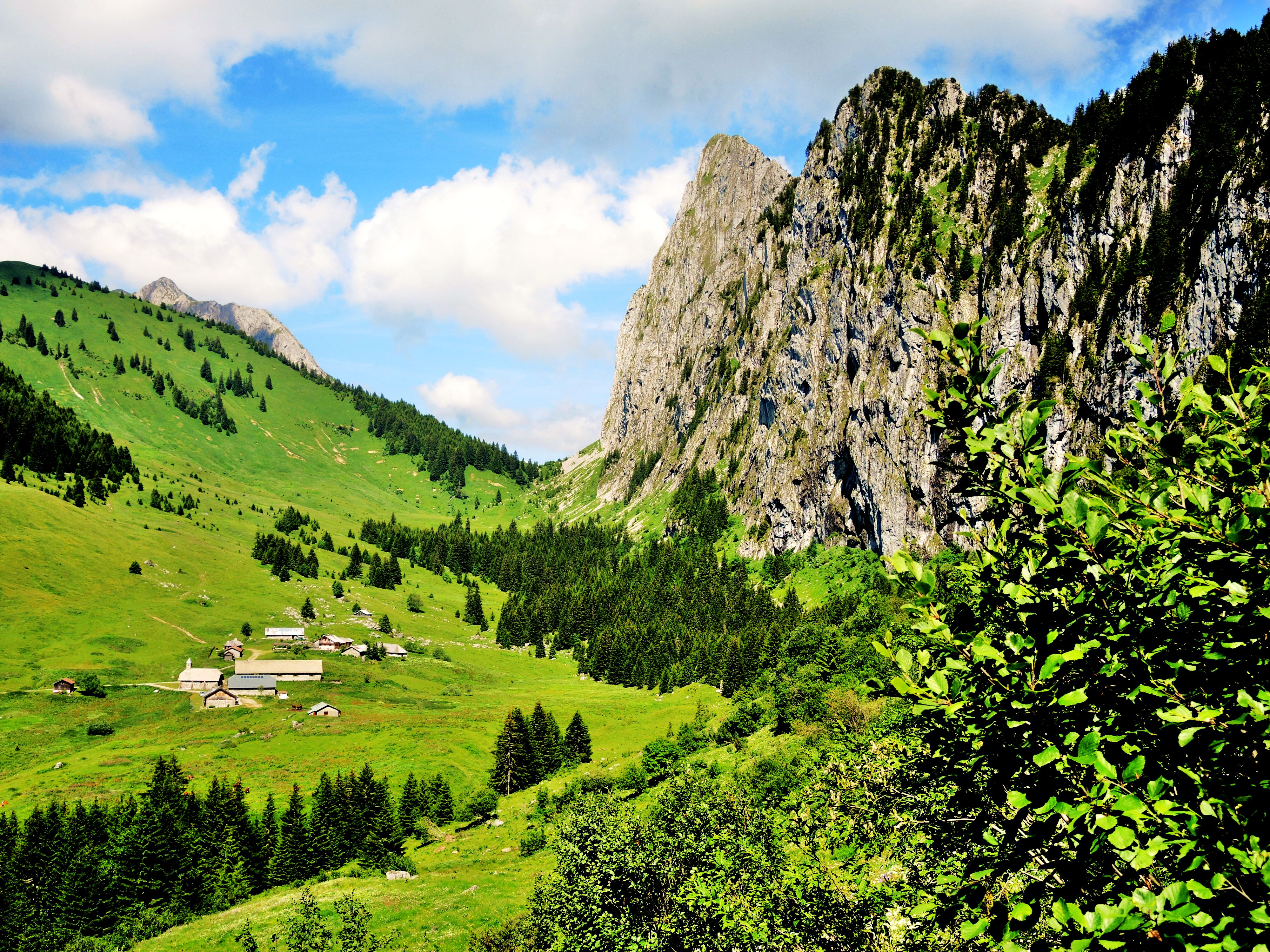
Vallon et col d'Ubine. À droite, versant nord du mont Chauffé et pentes de la pointe de Lachau à gauche.

### Géologie
Le mont Chauffé correspond à l'extrémité septentrionale de la nappe des Préalpes médianes rigides,. C'est l'un des rares affleurements de cette unité tectonique qui demeure généralement recouverte par la nappe de la Brèche et les nappes supérieures des Préalpes. Elle constituerait une unité intermédiaire entre la nappe des Préalpes médianes plastiques qu'elle chevauche au nord et les écailles tectoniques plus internes de la nappe des Préalpes médianes rigides comme celle de Dreveneuse,. À l'image des autres écailles des Rigides, la succession stratigraphique est incomplète. Elle se résume essentiellement à une épaisse couche (350 m d'épaisseur environ) de Trias indifférencié (Anisien ou Ladinien),, surmontée par une dalle calcaire du Jurassique supérieur (formation de la Dorfflüe). Ces deux unités sont séparées par les Couches à Mytilus du Jurassique moyen, riches en intercalations charbonneuses, et légèrement discordantes sur le Trias.

Coupe géologique du mont Chauffé. Tm = Trias moyen, Ts = Trias supérieur, Ji = Jurassique inférieur, Jm = Jurassique moyen (Couches à Mytilus), Js = Jurassique supérieur (formation du Dorfflüe), CR = Couches rouges (Crétacé supérieur - Paléocène), Fl = flysch des Médianes (formation de Cuvigne Derrey), Dr = nappe des Dranses, a. = anticlinal et s. = synclinal. Notez les plans de charriage entre la nappe des Préalpes médianes et la nappe des Dranses.

Le mont Chauffé est le prolongement occidental du pli anticlinal faillé du Linleu qui est rompu par la faille normale de la Raille qui traverse le versant sud-est sur toute sa longueur. Le flanc sud-est du pli correspond au compartiment inférieur et présente une succession stratigraphique en position normale. La voûte calcaire de la formation du Dorfflüe, qui définit les falaises du Saix de Miolène, est surmontée par un large plateau à 1 500 m d'altitude correspondant à la charnière de l'anticlinal et où affleurent les couches rouges (Crétacé supérieur - Paléocène) et des lambeaux de la nappe des Dranses. Le compartiment supérieur correspond à la crête sommitale du mont Chauffé et au versant nord-ouest. Il forme une écaille tectonique redressée à la verticale et exposant vers le sud, la base de la séquence stratigraphique. Ainsi les contreforts rocheux sous la crête sommitale correspondent aux calcaires et brèches dolomitiques triasiques tandis que la crête, et la falaise bordant le vallon d'Ubine, correspondent à une dalle calcaire quasi-verticale de la formation de Dorfflüe.
La transition vers le nord depuis le versant nord-ouest est controversée. Le vallon d'Ubine correspond à un synclinal de la nappe des Préalpes médianes plastiques qui est partiellement recouverte par la nappe des Dranses qui constitue notamment la pointe de Lachau au nord-est. Pour Héli Badoux, la transition est tectonique avec l'écaille du mont Chauffé chevauchant le synclinal d'Ubine. Cette hypothèse est par ailleurs corroborée par le modèle tectonique du Linleu, tandis que Maurice Gidon propose que le versant nord-ouest serait le versant méridional redressé du synclinal de Bise qui viendrait buter contre la faille de la Raille. Enfin, le mont Chauffé est délimité par deux failles décrochantes dextres correspondant au vallon de Séchet (décrochement de Bise) et du col de la Plagne (décrochement de la Plagne),.

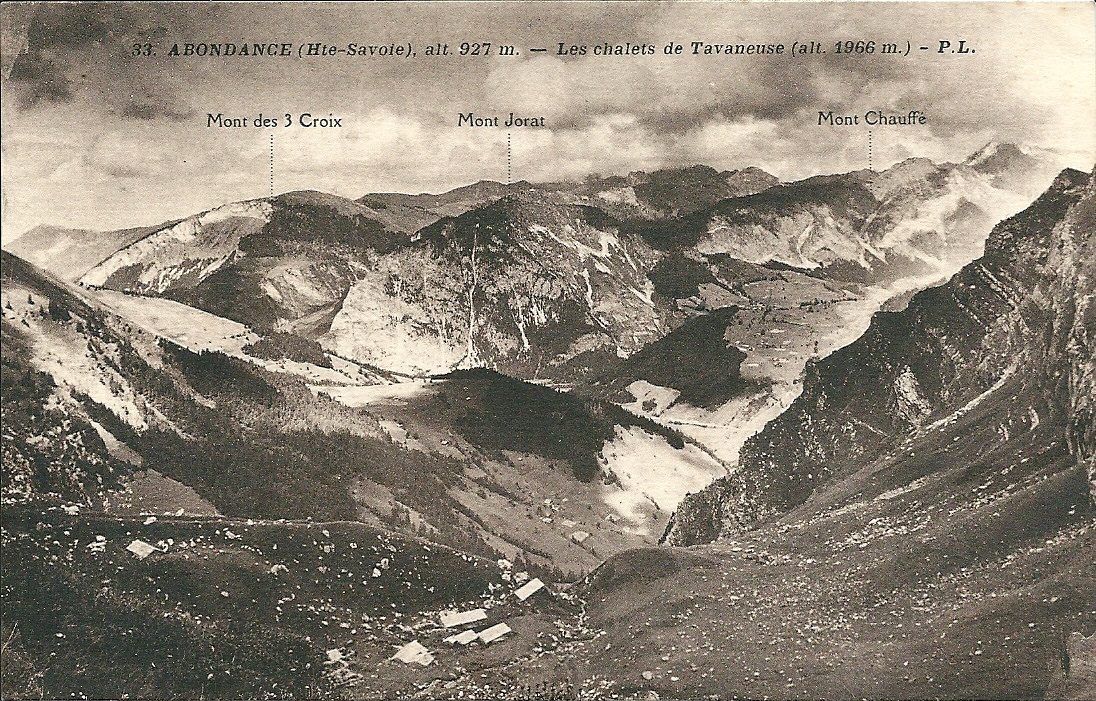
Carte postale ancienne avec le mont Chauffé et les chalets de Tavaneuse depuis Abondance.
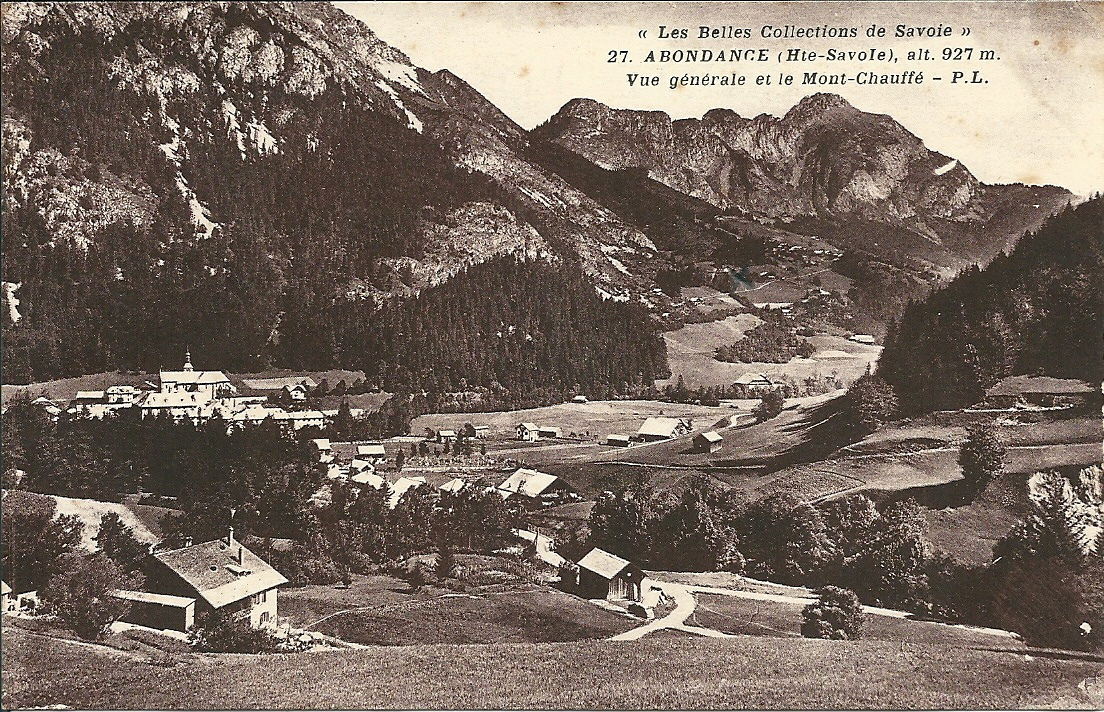
Carte postale ancienne d'Abondance avec le mont Chauffé.
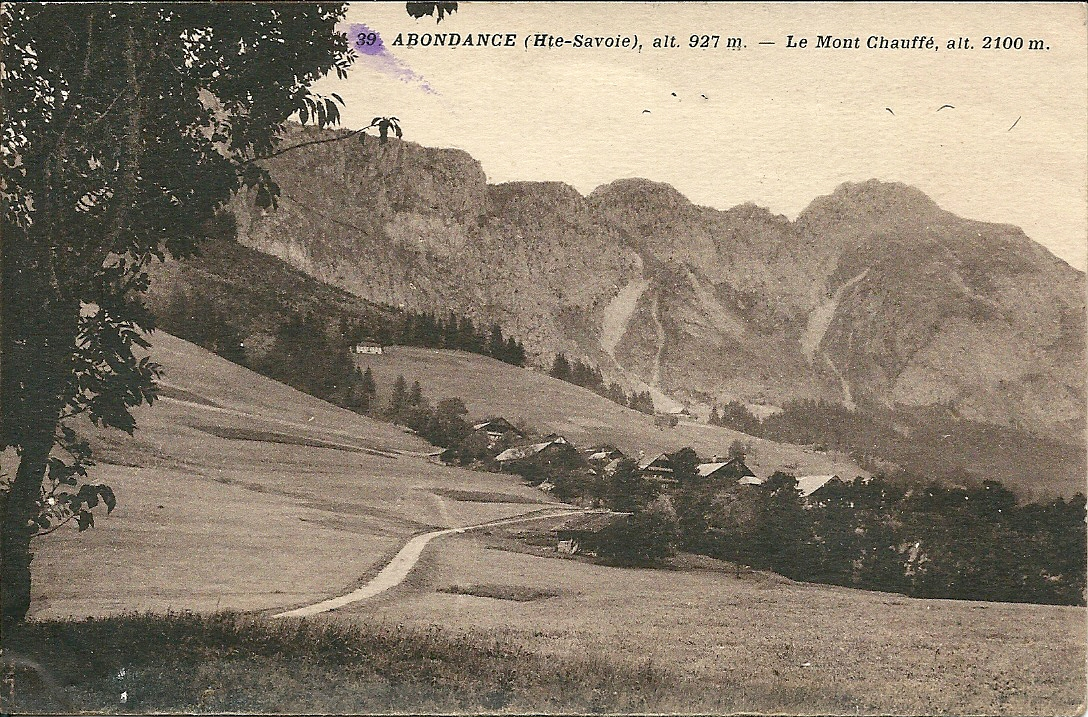
Carte postale ancienne d'Abondance avec le mont Chauffé.
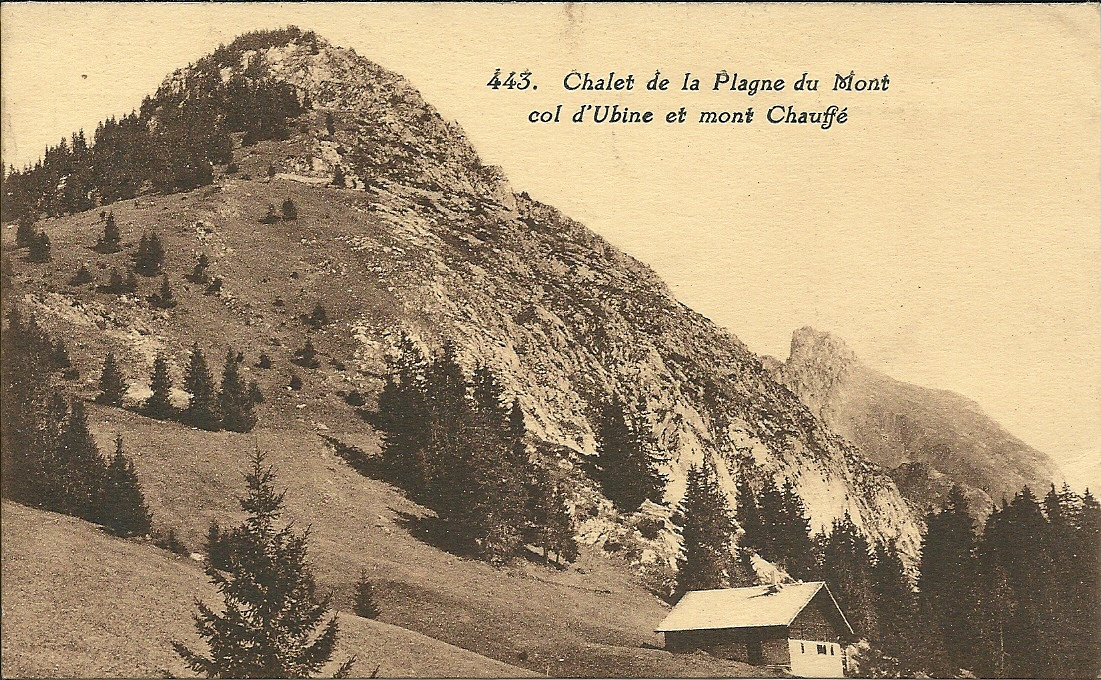
Carte postale ancienne avec le chalet de la Plagne du Mont, col d'Ubine et mont Chauffé.

### Flore
Le versant sud du mont Chauffé est couvert par des pelouses sèches et des barres rocheuses. Bien exposé au soleil et aride, sans milieux humides, sa flore se distingue du reste de la vallée dominée par les forêts d'épicéas et les pâturages. Elle est plus riche en plantes rappelant les Alpes méridionales et est marquée par la rareté des plantes calcifuges.

#### Sommet
La partie au-dessus de 1 800-1 900 mètres fait partie de l'étage subalpin et est caractérisée par la présence de pins à crochets, de laîche ferme et d'edelweiss. Parmi les espèces plus rares, il y a la gentiane orbiculaire, le gnaphale de Hoppe et le orchis des Alpes .

#### Versant sud
Situé entre 1 400 et 2 000 mètres d'altitude, le versant sud est marqué par la seule occurrence de la scabieuse à feuilles de graminée en Savoie, qui ne se retrouve habituellement qu'au sud du département de l'Isère. Sa pente herbeuse est agrémentée de stipe à tige laineuse, de seslérie bleue, de laîche toujours verte et de laser siler ainsi que d'orobanche du sermontain, de gentiane croisette, de peucedan d'Autriche, de violette des Pyrénées, de renoncule de la Raxalpe (sv) et d'orchis odorant.
Dans les rochers et leurs aspérités poussent entre autres la primevère oreille d'ours (ainsi que l'hybride Primula ×pubescens malgré l'absence de l'autre parent, la primevère hirsute), l'épervière faux bupièvre, la gentiane de Clusius, le daphné des Alpes, la vulnéraire des montagnes, l'hélianthème blanchâtre et la potentille à petites fleurs.
Dans les pierriers thermophiles, les espèces notables sont le Nerprun des Alpes et le rare aubours des Alpes ainsi qu'un hybride entre le cotonéaster commun et le cotoneaster tomentosus.

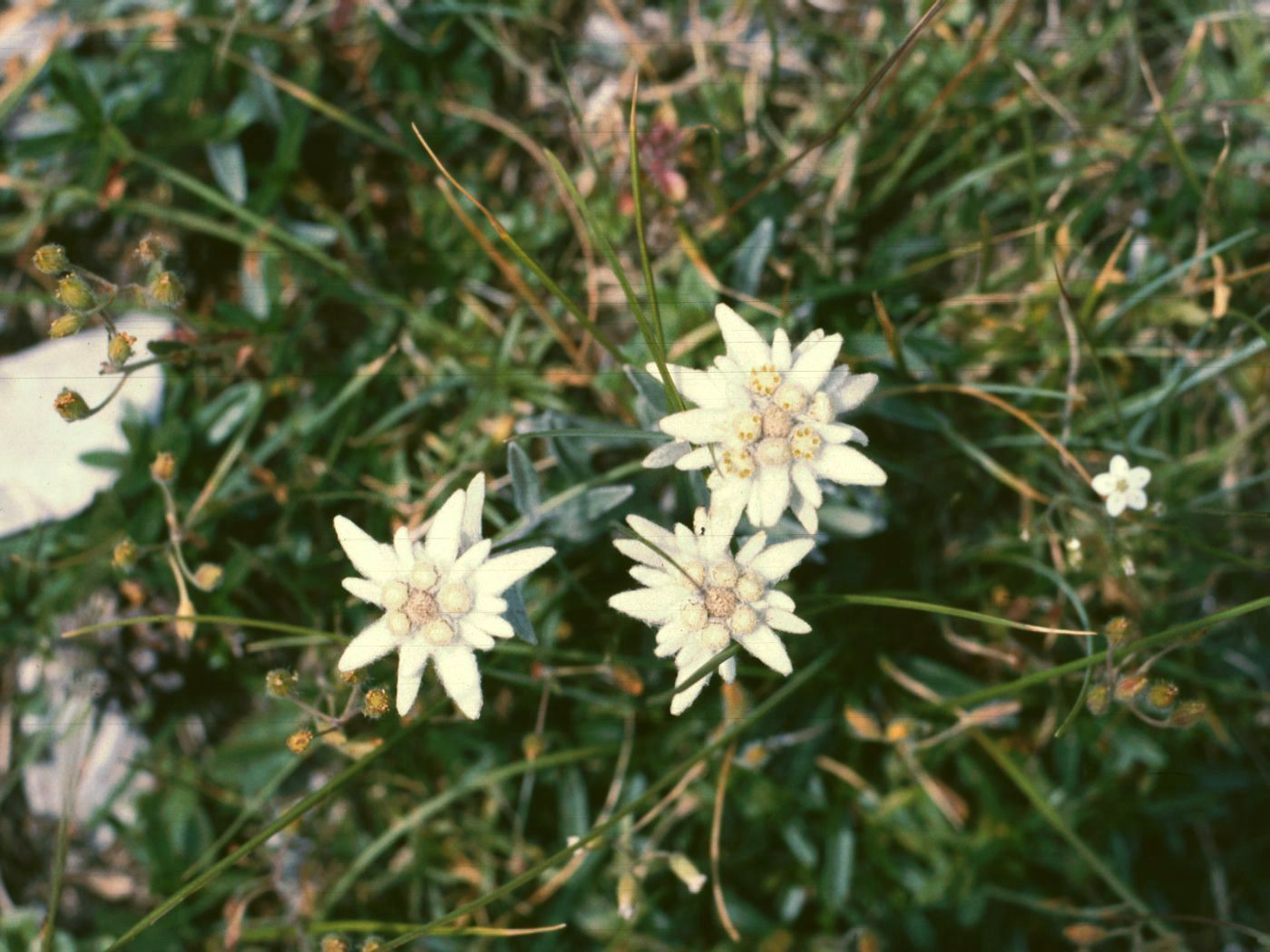
Edelweiss
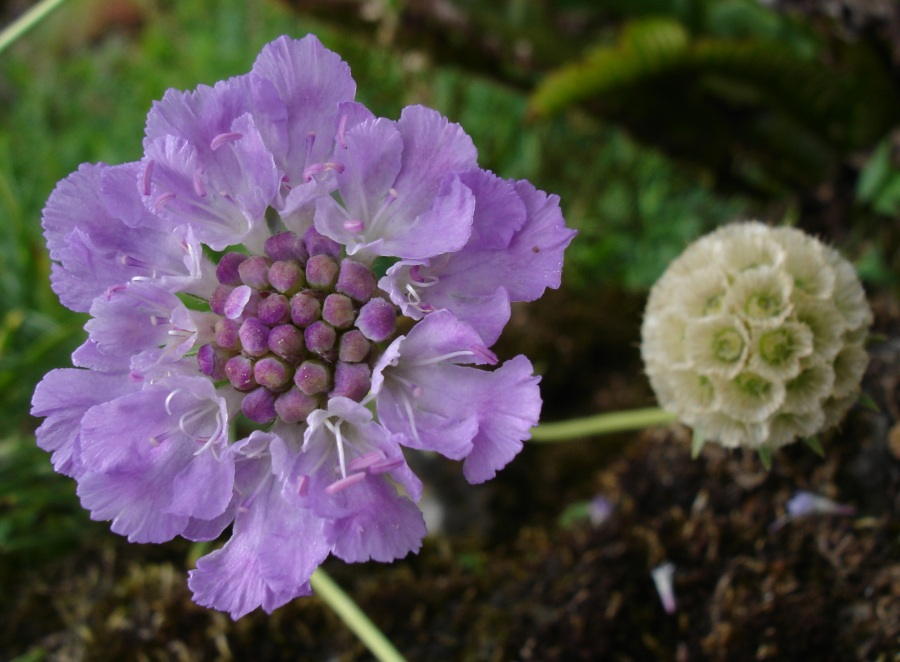
Scabieuse à feuilles de graminée
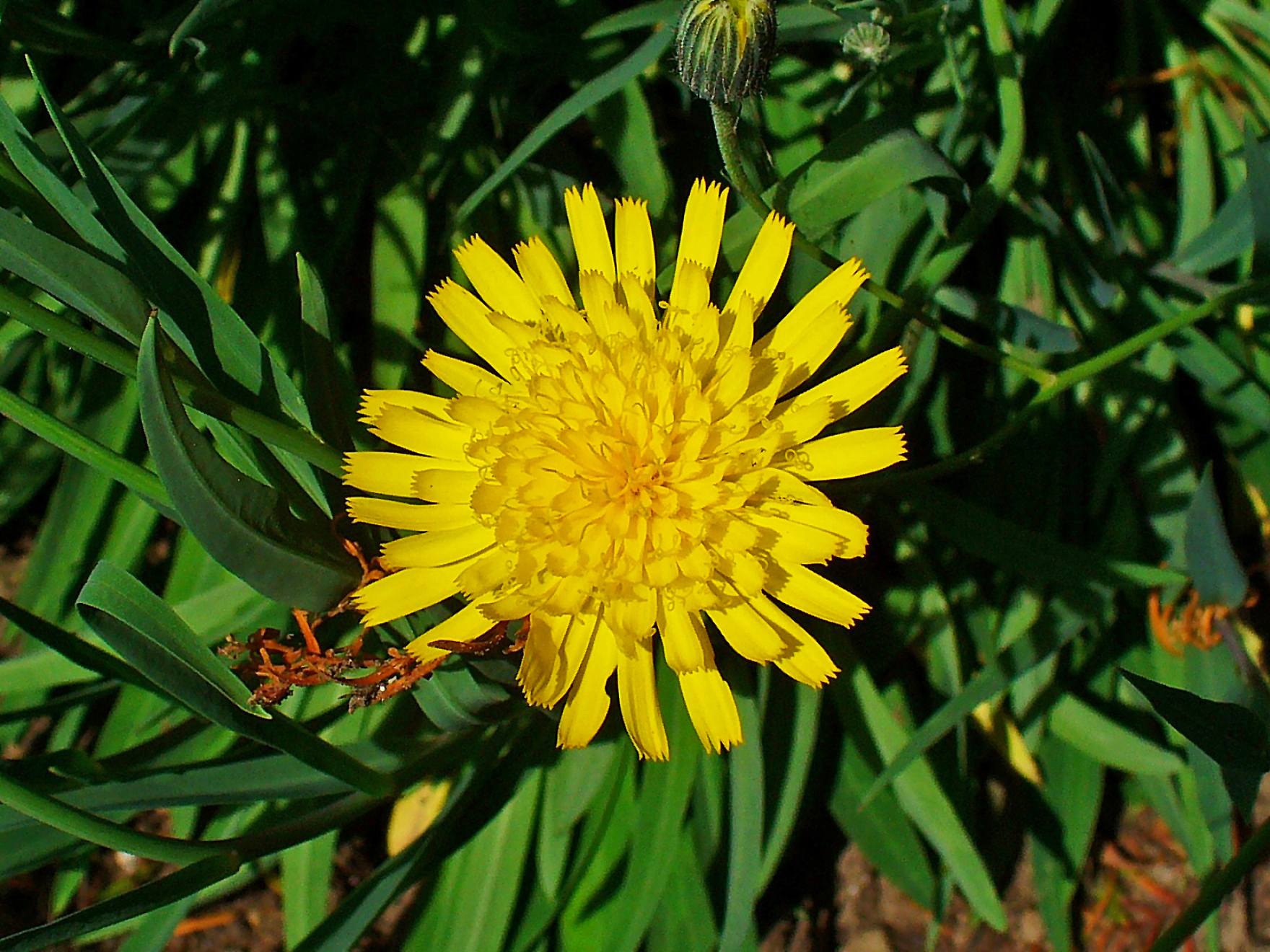
L'épervière faux bupièvre (Hieracium bupleuroides (it))
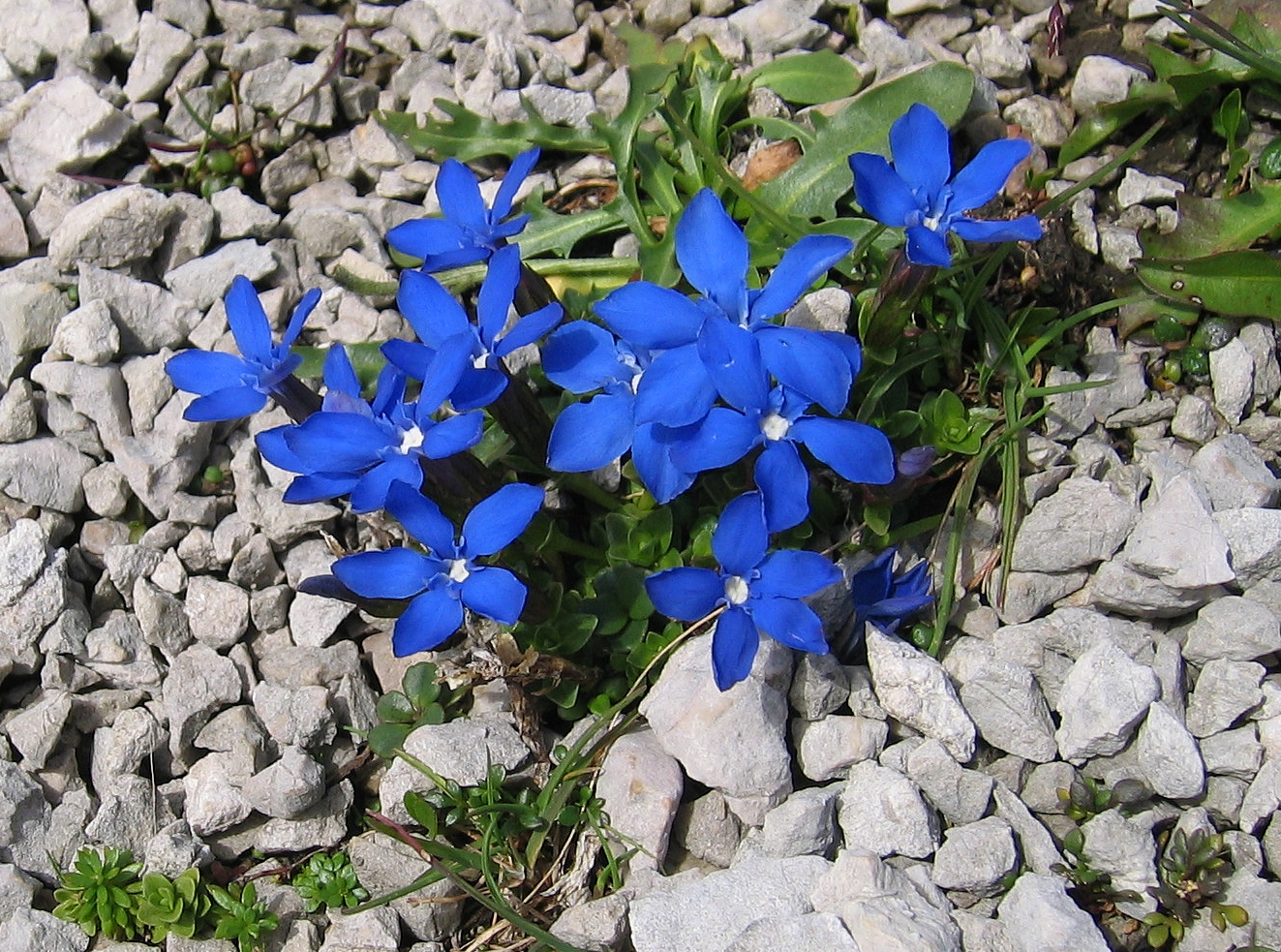
Gentiane orbiculaire (Gentiana orbicularis)

#### Partie basse
La partie basse correspond aux pentes escarpées et rocheuses du Saix de Miolène entre 1 000 et 1 500 mètres d'altitude. C'est la partie la plus chaude. Une flore spécifique se trouve dans les abris sous roche représentée par le sisymbre d'Autriche, l'hornungie des pierres, la descurainie sagesse, le brome des toits et l'arabette nouvelle.
Dans les zones rocheuses, c'est la potentille caulescente qui domine avec des épervières (peu élevée, embrassante, laineuse) et quelques fougères telles que le capillaire rouge hastatum.
Les replats sont occupés par une pelouse à seslérie et le genévrier sabine. Ils sont accompagnés de trinie glauque, de scorsonère d'Autriche, de minuartie changeante et de fumana couché.

#### Face nord
La face nord, ombragée et difficile d'accès, n'accueille pas la plupart des espèces retrouvées sur le versant sud et sa flore se distingue peu de celles des montagnes avoisinantes mis à part de grande quantité de rhododendron hirsute, une espèce plus courante dans les Alpes centrales et orientales.
Dans les rochers se trouvent l'arabette naine, le silène miniature, la laîche à épis courts, l'androsace helvétique, la pyrole moyenne et la fétuque jolie. Dans les pierriers, ce sont la doronic à grandes fleurs et le petit pâturin.
Au pied de la falaise s'étend une pessière rocheuse et moussue qui abrite la fougère cystoptéris des montagnes, la laîche brunâtre et la laîche noire.

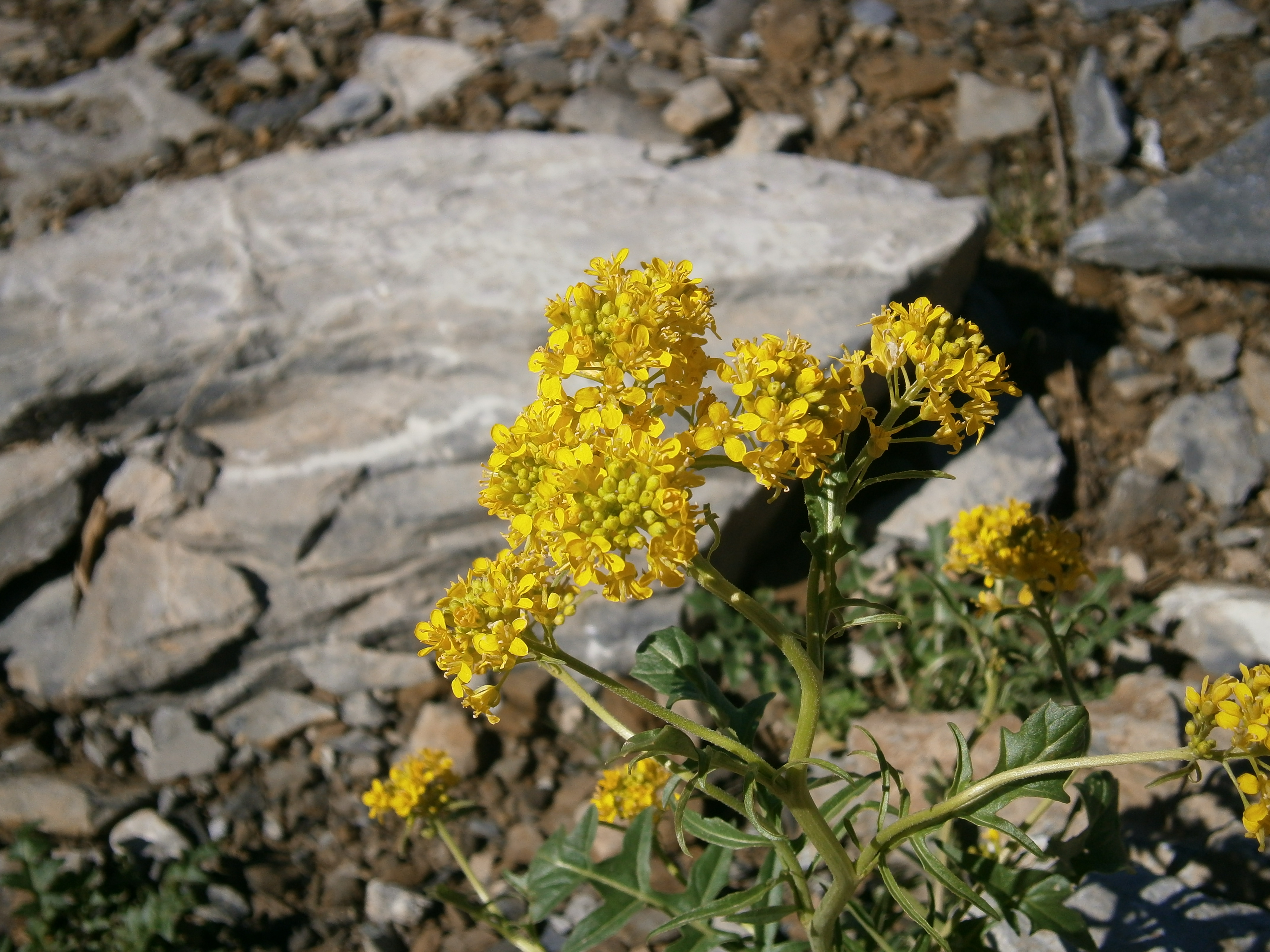
Sisymbre d'Autriche (Sisymbrium austriacum)
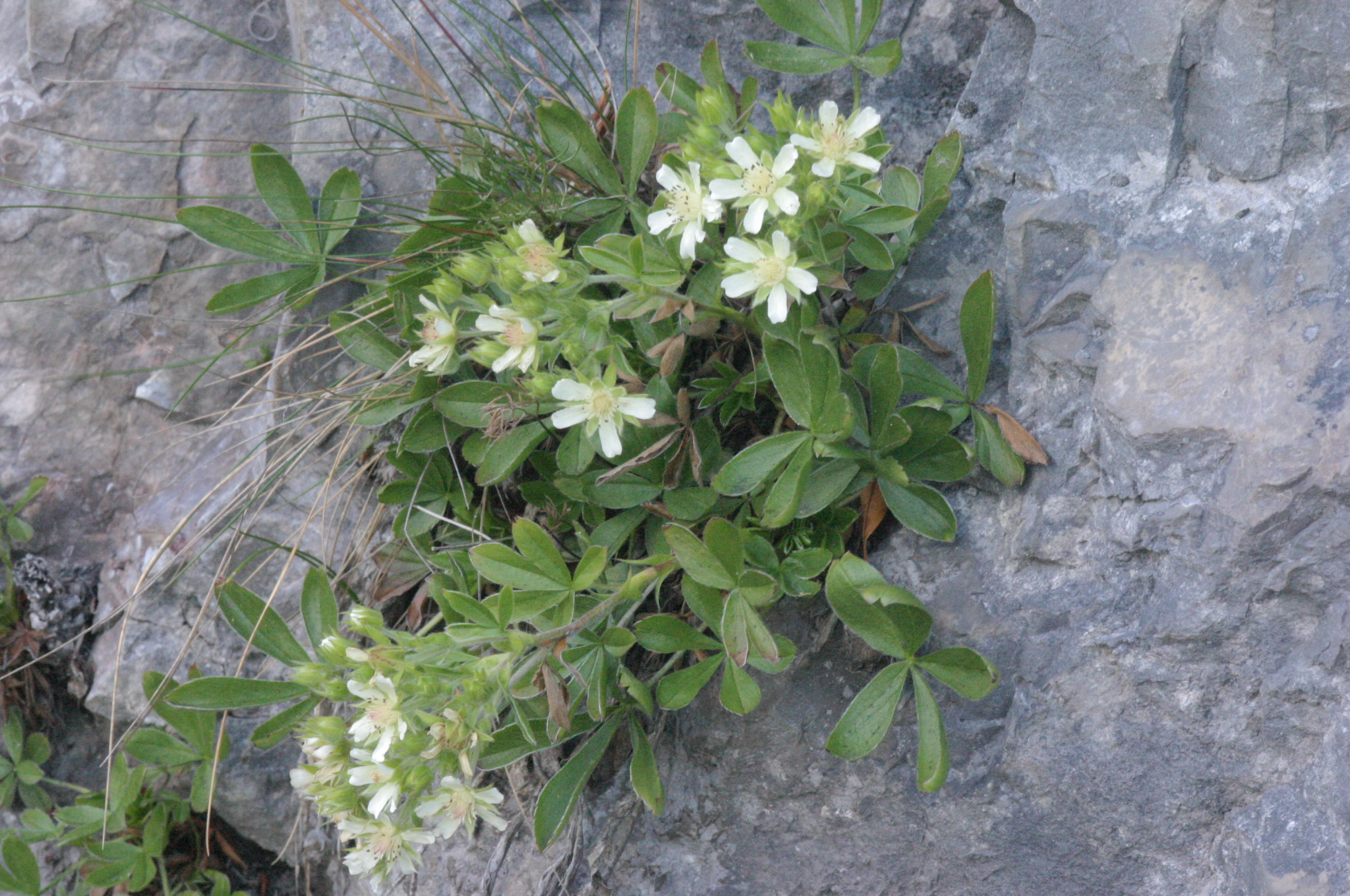
Potentille caulescente
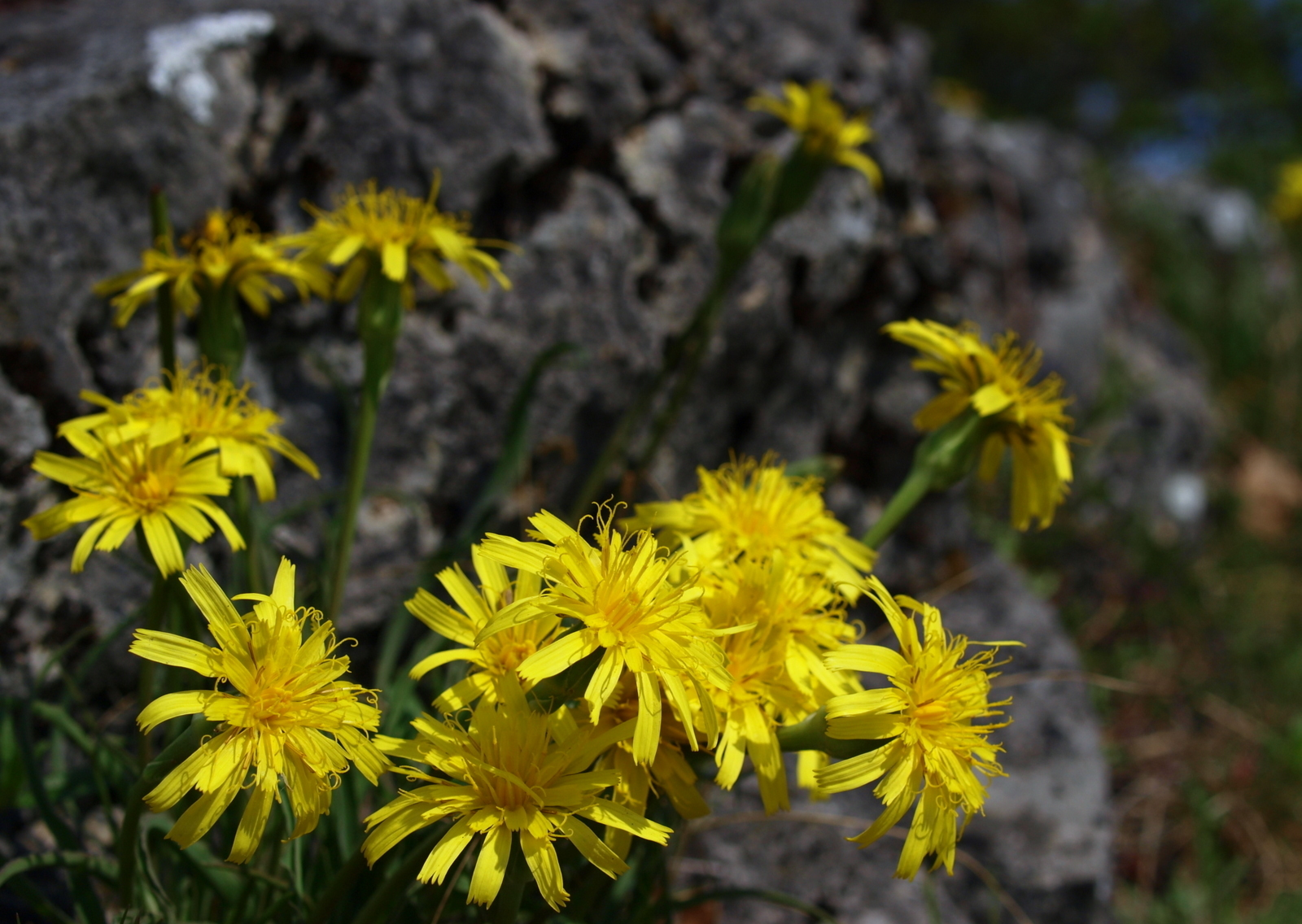
Scorsonère d'Autriche (Scorzonera austriaca)
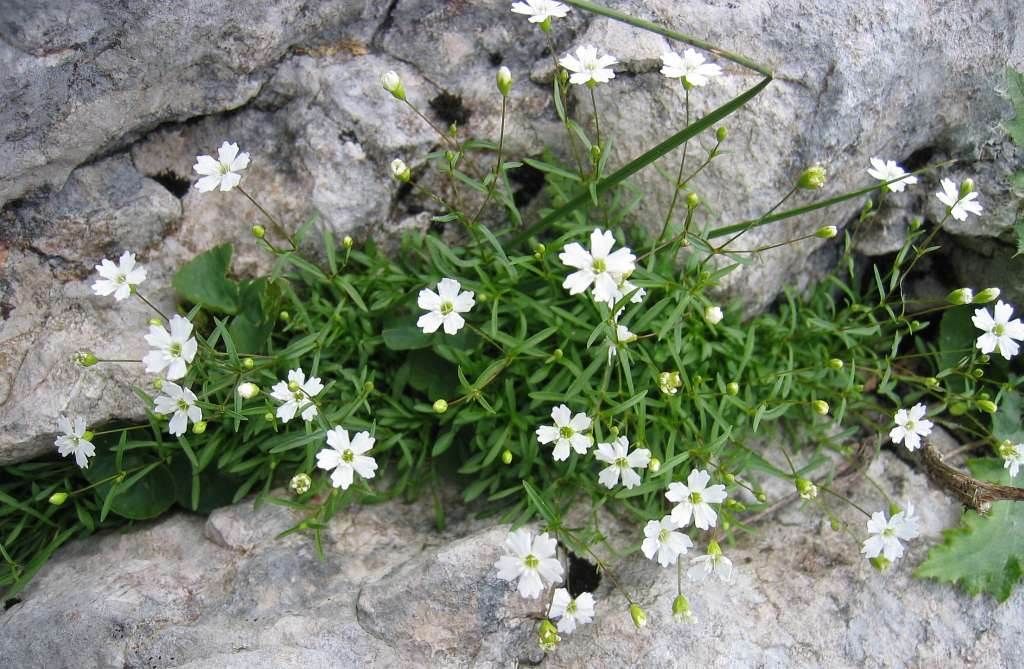
Silène miniature (Silene pusilla)